# Мур, Мэнди
Ама́нда Ли «Мэ́нди» Мур (англ. Amanda Leigh «Mandy» Moore, род. 10 апреля 1984) — американская певица, актриса и автор песен. Номинантка на премии «Золотой глобус» и «Эмми».
Известность к Мур пришла в начале 2000-х годов, после выпуска альбомов So Real, I Wanna Be with You, Mandy Moore и Coverage, ориентированных на подростковую аудиторию.
Мур начала актёрскую карьеру в 2001 году, с небольшой ролью озвучивания в кинокомедии «Доктор Дулиттл 2», и в том же году появилась в подростковой комедии «Дневники принцессы». Она исполнила главную роль в романтической драме «Спеши любить» (2002), после чего появилась с ролями в фильмах «Спасённая!» (2004) и «Американская мечта» (2006).
С 2016 по 2022 год Мур исполняла роль Ребекки Пирсон в телесериале NBC «Это мы», принёсшую ей две премии Гильдии киноактёров США, а также номинации на премии «Золотой глобус» и «Эмми». Она также известна как голос Рапунцель в различных проектах студии Disney («Рапунцель: Запутанная история», «Рапунцель: Счастлива навсегда», «Рапунцель: Новая история» и «Ральф против Интернета»).
В 2019 году Мур была удостоена именной звезды на голливудской «Аллее славы».

## Биография
Мэнди Мур родилась в Нашуа, Нью-Гэмпшир, вторым ребёнком в семье репортёра Стейси Мур (урождённой Фридман) и пилота Дональда Мура. У неё есть два брата, Скотт и Кайл. Мур имеет русско-еврейские (по материнской линии) и англо-ирландские (по отцовской линии) корни. Она была воспитана в католической вере, однако с тех пор начала верить в «кучу разных вещей». Мур выросла в Лонгвуде, Флорида, куда её семья переехала из-за работы отца, и окончила католическую школу епископа Мура (англ. Bishop Moore Catholic High School) в Орландо. По словам Мур, она происходит из «наименее традиционной семьи»: её родители развелись после того, как её мать оставила отца ради другой женщины, а оба её брата являются геями.
Интерес к пению у Мур возник после просмотра мюзикла «Оклахома!», бабушка также вдохновляла на занятия пением.  Первые публичные выступления будущей звезды состоялись на спортивных соревнованиях во Флориде, где Мур исполняла национальный гимн. Позже её заметил глава подразделения по подбору артистов и репертуара (A&R) звукозаписывающей компании Epic Records, чей друг из компании FedEx случайно услышал её пение в студии звукозаписи, после чего Мур подписала контракт со студией.
В 1999 году Мур участвовала в совместном турне с группой Backstreet Boys. Её первый альбом So Real вышел в свет в декабре 1999 года и занял 31-ю строчку в американском чарте Billboard 200. После выхода альбома наблюдатели отдали Мур последнее место среди «поп-принцесс», таких как Бритни Спирс, Кристина Агилера и Джессика Симпсон. В обзоре журнала Entertainment Weekly отмечалось, что песни Мур, вращающиеся вокруг темы «пока ещё неопытной любви», исполнены с «удушающим профессионализмом», а баллады в альбоме «тошнотворные». И хотя песни звучали в радиоэфире, а её альбом So Real стал платиновым в США (начало 2000) и был продан в количестве около 1 млн копий, не всё складывалось так успешно, как у тех же Бритни Спирс, Кристины Агилеры и Джессики Симпсон.
Дебютный поп-сингл «Candy», который Yahoo! Movies охарактеризовала как «удивительный и вызывающий» почти вошёл в топ-40 в американском Billboard Hot 100, заняв 41-ю строчку и став золотым. All Music Guide назвала сингл посредственным и типичным, содержащим лирику, которая описывает любовь «на языке слащавого удовольствия».
9 мая 2000 года вышел альбом I Wanna Be with You — переиздание дебютного альбома. Альбом, музыка которого создана большей частью на синтезаторах, бас-гитарах и барабанах, содержал новые песни вперемешку с треками и ремиксами с альбома So Real. Некоторые обозреватели раскритиковали альбом, поскольку он содержал ремиксы старых песен и не предполагал дальнейшего творческого развития, а All Music Guide описала его стиль как «более дрянной, вульгарный, безвкусный, и в целом более одноразовый», чем у предшествующего. Альбом занял 21-ю строчку в Billboard 200, в США стал золотым, было продано около 792 000 копий. Главный трек «I Wanna Be With You» был единственным синглом в альбоме и занял 24-ю строчку в Hot 100, что было самым лучшим достижением Мур. Он также стал саундтреком к фильму «Авансцена» (2000).
В июне 2001 года вышел новый альбом Mandy Moore с песнями «Saturate Me» (баллада в стиле R&B), «You Remind Me» и «In My Pocket». В поддержку альбома был проведён концерт Mandy Moore Live@ShoutBack. Альбом содержал песни в ритме аптемпо и элементы музыки Востока. All Music Guide назвал его «сочным, многослойным продуктом». Альбом получил разные отзывы со стороны критиков, и хотя в Entertainment Weekly отметили, что Мур пыталась создать новое звучание и «хриплые нотки голоса как у Натальи Имбрульи звучат похожими на подростковую поп-музыку, всё же он мог бы быть намного хуже», журнал Rolling Stone позитивно оценил Мур скорее как «начинающую рокершу, чем R&B-выскочку» и указал, что она вышла на «большую дорогу» в сравнении с её первыми двумя альбомами. Альбом сразу занял 35-ю строчку в Billboard 200, позже стал золотым и был продан в количестве 443 000 копий. Сингл «In My Pocket», который Entertainment Weekly оценило как «пульсирующий евродиско с влиянием индейской музыки», в чарте Hot 100 даже не появился. Мур вживую исполнила его несколько раз, в том числе и на шоу Teenapalooza телекомпании Fox Network в 2001 году. Другой сингл, «Crush», также не попал в американские чарты, хотя по MTV часто транслировали видео (Мур впервые участвовала в шоу MTV TRL). В начале 2002 года был выпущен финальный сингл «Cry», связанный с фильмом «Спеши любить», в котором Мур дебютировала в главной роли.
В 2006 году Мур с горечью прокомментировала свои ранние альбомы, она воспринимала это как «вызывающее отвращение» и что её первые альбомы были совсем ужасными. Мур сказала, что она бы вернула деньги любому, кто купил её первые два альбома, если бы могла. Во время радиоинтервью в апреле 2006 года один из ведущих, который слышал о её признании, попросил вернуть деньги за первый альбом, что Мур и сделала.
В октябре 2003 года Мур выпустила четвёртый альбом Coverage, который All Music Guide назвали «прыжком в музыкальную зрелость», а Entertainment Weekly — «попыткой сбросить образ блондинки с жвачкой». Альбом были включены кавер-версии песен 1970-х и 1980-х годов, повлиявшие на детство певицы. Мур отметила, что она не хотела превзойти оригинальных исполнителей, а только предложила свою собственную интерпретацию их музыки. Вот как, к примеру, оценили альбом на www.amazon.com (Heather Court):

…она придала новые достойные оттенки песням «Senses Working Overtime» XTC, «Can We Still Be Friends» Тодда Рандгрена и «One Way or Another» Блонди… Продолжит ли она в этом направлении неизвестно, но этот диск — достижение, которым Мур может гордиться.
Оригинальный текст (англ.)…she brings worthy new shades to XTC’s «Senses Working Overtime», Todd Rundgren’s «Can We Still Be Friends» and Blondie’s "One Way or Another, " … Whether she’ll continue to follow this path is unknown, but this CD is an achievement Moore can be proud of. 

Coverage поднялся на 14-ю позицию в Billboard 200 (лучшее достижение для Мур на то время), но единственный сингл «Have a Little Faith in Me» не имел успеха в чартах, хотя и дебютировал в топ-40.

## Личная жизнь
С 2004 по 2006 год Мур встречалась с актёром Заком Браффом. В 2008 году Мур начала встречаться с музыкантом Райаном Адамсом. Они обручились в феврале 2009 года и поженились 10 марта 2009 года в Саванне, Джорджия. В январе 2015 года Мур подала на развод, в качестве причины указав «непримиримые разногласия». Бракоразводный процесс был завершён в июне 2016 года. В 2019 году Мур описала их брак как психологически абьюзивный.
В 2015 году Мур начала встречаться с Тейлором Голдсмитом, солистом фолк-рок-группы Dawes. Они обручились в сентябре 2017 года и поженились 8 ноября 2018 года в Лос-Анджелесе. В феврале 2021 года у супругов родился сын Огаст Харрисон Голдсмит. В октябре 2022 года родился второй сын Оскар Беннетт  Голдсмит.
В августе 2022 года у Мур диагностировали идиопатическую тромбоцитопеническую пурпуру — аутоиммунное заболевание, вызывающее аномально низкий уровень тромбоцитов.

## Дискография
- So Real (1999)
- I Wanna Be with You (2000)
- Mandy Moore (2001)
- Coverage (2003)
- Wild Hope (2007)
- Amanda Leigh (2009)
- Silver Landings (2020)
- In Real Life (2022)

## Фильмография
| Год       |    | Русское название               | Оригинальное название                       | Роль                     |
| --------- | -- | ------------------------------ | ------------------------------------------- | ------------------------ |
| 1996      | ф  | Уличные крысы                  | Street Rats                                 | имя персонажа неизвестно |
| 2000      | в  | Magic Al and the Mind Factory  | Magic Al and the Mind Factory               | Бриттани Фостер          |
| 2001      | ф  | Доктор Дулиттл 2               | Dr. Dolittle 2                              | Girl Bear Cub            |
| 2001      | ф  | Дневники принцессы             | The Princess Diaries                        | Лана Томас               |
| 2002      | ф  | Спеши любить                   | A Walk to Remember                          | Джейми Салливан          |
| 2002      | ки | Kingdom Hearts                 | Kingdom Hearts                              | Аэрит Гейнсборо          |
| 2002      | ф  | Семнадцатилетние               | Try Seventeen                               | Лиза                     |
| 2003      | ф  | Как быть                       | How to Deal                                 | Хейли Мартин             |
| 2004      | ф  | Первая дочь                    | Chasing Liberty                             | Анна Фостер              |
| 2004      | ф  | Спасённая                      | Saved!                                      | Хилари Фэй               |
| 2005      | ф  | Бешеные скачки                 | Racing Stripes                              | Сэнди                    |
| 2005      | с  | Красавцы                       | Entourage                                   | Мэнди Мур                |
| 2005      | ф  | Любовь и сигареты              | Romance & Cigarettes                        | Бейби                    |
| 2006      | с  | Клиника                        | Scrubs                                      | Джули Куин               |
| 2006      | ф  | Американская мечта             | American Dreamz                             | Салли Кенду              |
| 2006      | ф  | Сказки Юга                     | Southland Tales                             | Маделайн Фрост Сантарос  |
| 2006      | мс | Симпсоны                       | The Simpsons                                | Табита Виккс             |
| 2006      | в  | Братец медвежонок 2            | Brother Bear 2                              | Нита                     |
| 2007      | ф  | Посвящение                     | Dedication                                  | Люси Рейли               |
| 2007      | ф  | Потому что я так хочу          | Because I Said So                           | Милли Уайлдер            |
| 2007      | ф  | Лицензия на брак               | License to Wed                              | Сейди Джонс              |
| 2007      | с  | Как я встретил вашу маму       | How I Met Your Mother                       | Эми                      |
| 2009      | ф  | Red Bull Energy Douche         | Red Bull Energy Douche                      | имя персонажа неизвестно |
| 2010      | с  | Анатомия страсти               | Grey's Anatomy                              | Мэри Портман             |
| 2010      | мф | Рапунцель: Запутанная история  | Tangled                                     | Рапунцель                |
| 2011      | ф  | Сначала любовь, потом свадьба  | Love, Wedding, Marriage                     | Эва                      |
| 2011      | ф  | Секс по обмену                 | Swinging with the Finkels                   | Эли Финкель              |
| 2012      | ф  | Falling Slowly                 | Falling Slowly                              | имя персонажа неизвестно |
| 2012      | с  | Трон: Восстание                | Tron: Uprising                              | Мара                     |
| 2013      | ф  | Рождество в Конуэе             | Christmas in Conway                         | Натали Спрингер          |
| 2014      | с  | Красные браслеты               | Red Band Society                            | Эрин Грейс               |
| 2016—2022 | с  | Это мы                         | This Is Us                                  | Ребекка Пирсон           |
| 2017—2020 | мс | Рапунцель: Новая история       | Tangled: The Series                         | Рапунцель                |
| 2017      | ф  | Синяя бездна                   | 47 Meters Down                              | Лиза                     |
| 2017      | ф  | Меня здесь нет                 | I'm Not Here                                | мама                     |
| 2018      | ф  | Тёмные отражения               | The Darkest Minds                           | Кейт                     |
| 2018      | мф | Ральф ломает интернет: Ральф 2 | Ralph Breaks the Internet: Wreck-It Ralph 2 | Рапунцель                |
| 2019      | ф  | Мидуэй                         | Midway                                      | Энн Бест                 |